# Championnat de la Martinique de football 2013-2014
Navigation
Saison précédente Saison suivante
La saison 2013-2014 du Championnat de la Martinique de football est la quatre-vingt-quinzième édition de la première division en Martinique, nommée Régionale 1. Les quatorze formations de l'élite sont réunies au sein d'une poule unique où elles s'affrontent deux fois au cours de la saison. Les trois derniers du classement sont relégués et remplacés par les trois meilleurs clubs de Régionale 2 à l'issue de la saison.
C'est le Club franciscain, tenant du titre, qui est à nouveau sacré cette saison après avoir terminé en tête du classement final, ne devançant qu'à la faveur d'une meilleure différence de buts le Club Colonial de Fort-de-France et le Racing Club de Rivière-Pilote. Il s’agit du quinzième titre de champion de Martinique de l'histoire du club.

## Qualifications régionales
Les quatre premiers du championnat se qualifient pour la Ligue Antilles 2015.

## Les clubs participants
- Club franciscain
- CS Bélimois
- Good Luck de Fort-de-France
- Union sportive du Robert
- Club Colonial de Fort-de-France
- Racing Club de Rivière-Pilote
- Aiglon du Lamentin
- L'Essor-Préchotain
- Golden Star de Fort-de-France
- US Diamantinoise
- Golden Lion de Saint-Joseph
- Samaritaine de Sainte-Marie - Promu de Régionale 2
- US Marinoise
- US Riveraine - Promu de Régionale 2

## Compétition
Le barème de points servant à établir le classement se décompose ainsi :
- Victoire : 4 points
- Match nul : 2 points
- Défaite : 1 point

### Classement
| Rang | Équipe                           | Pts | J  | G  | N  | P  | Bp | Bc | Diff |
| ---- | -------------------------------- | --- | -- | -- | -- | -- | -- | -- | ---- |
| 1    | Club franciscainT                | 82  | 26 | 16 | 8  | 2  | 57 | 23 | +34  |
| 2    | Racing Club de Rivière-Pilote    | 82  | 26 | 17 | 5  | 4  | 55 | 22 | +33  |
| 3    | Club Colonial de Fort-de-FranceC | 82  | 26 | 16 | 8  | 2  | 48 | 16 | +32  |
| 4    | Golden Lion de Saint-Joseph      | 74  | 26 | 13 | 9  | 4  | 36 | 24 | +12  |
| 5    | Aiglon du Lamentin               | 72  | 26 | 12 | 10 | 4  | 37 | 22 | +15  |
| 6    | Golden Star de Fort-de-France    | 59  | 26 | 8  | 9  | 9  | 34 | 32 | +2   |
| 7    | L'Essor-Préchotain               | 59  | 26 | 8  | 9  | 9  | 35 | 40 | -5   |
| 8    | Union sportive du Robert         | 56  | 26 | 7  | 9  | 10 | 24 | 32 | -8   |
| 9    | US Marinoise                     | 50  | 26 | 5  | 9  | 12 | 21 | 34 | -13  |
| 10   | Samaritaine de Sainte-MarieP     | 50  | 26 | 5  | 9  | 12 | 22 | 36 | -14  |
| 11   | CS Bélimois                      | 50  | 26 | 5  | 9  | 12 | 25 | 43 | -18  |
| 12   | Good Luck de Fort-de-France      | 48  | 26 | 6  | 4  | 16 | 24 | 39 | -15  |
| 13   | US RiveraineP                    | 46  | 26 | 3  | 11 | 12 | 19 | 40 | -21  |
| 14   | US Diamantinoise                 | 41  | 26 | 2  | 9  | 15 | 18 | 52 | -34  |

|  | Qualification pour la Ligue Antilles 2015                                               |
|  | Relégation en deuxième division                                                         |
|  | T : Tenant du titre C : Vainqueur de la Coupe de la Martinique P : Promu de Régionale 2 |

## Bilan de la saison
| Championnat de la Martinique de football 2013-2014 |                                 |
| Champion                                           | Club franciscain (15e titre)    |
| Coupes et trophées                                 |                                 |
| Vainqueur de la Coupe de la Martinique 2013-2014   | Club Colonial de Fort-de-France |
| Qualifications continentales                       |                                 |
| Ligue Antilles 2015                                | Club franciscain                |
| Ligue Antilles 2015                                | Racing Club de Rivière-Pilote   |
| Ligue Antilles 2015                                | Club Colonial de Fort-de-France |
| Ligue Antilles 2015                                | Golden Lion de Saint-Joseph     |
| Promotions et relégations                          |                                 |
| Promus en Régionale 1                              | Club sportif Case-Pilote        |
| Promus en Régionale 1                              | Émulation Schoelcher            |
| Promus en Régionale 1                              | Réal de Tartane                 |
| Relégués en Régionale 2                            | Good Luck de Fort-de-France     |
| Relégués en Régionale 2                            | US Riveraine                    |
| Relégués en Régionale 2                            | US Diamantinoise                |